# Lancer du disque féminin aux championnats du monde d'athlétisme 2017
Pour un article plus général, voir Championnats du monde d'athlétisme 2017.
Navigation
Pékin 2015 Doha 2019
L'épreuve du lancer du disque féminin des championnats du monde de 2017 se déroule les 11 et 13 août 2017 dans le Stade olympique de Londres, au Royaume-Uni.

## Critères de qualification
Pour se qualifier pour les championnats, il faut avoir réalisé 61,20 m ou plus entre le 1er octobre 2016 et le 23 juillet 2017.

## Médaillées
| Or              | Argent       | Bronze               |
| Sandra Perković | Dani Stevens | Mélina Robert-Michon |

## Résultats

### Finale
| Rang               | Athlète              | Pays      | Essais | Essais | Essais | Essais | Essais | Essais | Marque | Notes |
| Rang               | Athlète              | Pays      | 1      | 2      | 3      | 4      | 5      | 6      | Marque | Notes |
| ------------------ | -------------------- | --------- | ------ | ------ | ------ | ------ | ------ | ------ | ------ | ----- |
| Médaille d'or      | Sandra Perković      | Croatie   | 69.30  | 70.31  | 70.28  | 69.81  | x      | x      | 70.31  |       |
| Médaille d'argent  | Dani Stevens         | Australie | 64.23  | 65.46  | x      | 66.82  | 66.59  | 69.64  | 69.64  | AR    |
| Médaille de bronze | Mélina Robert-Michon | France    | 65.49  | 62.54  | x      | 61.88  | 65.39  | 66.21  | 66.21  | SB    |
| 4                  | Yaime Pérez          | Cuba      | 62.54  | x      | x      | 64.82  | 63.43  | 64.60  | 64.82  |       |
| 5                  | Denia Caballero      | Cuba      | 63.22  | 62.88  | x      | 62.18  | 64.37  | x      | 64.37  |       |
| 6                  | Nadine Müller        | Allemagne | 64.13  | x      | 62.49  | x      | 63.71  | x      | 64.13  |       |
| 7                  | Su Xinyue            | Chine     | x      | 60.59  | 63.37  | x      | 61.12  | 62.05  | 63.37  |       |
| 8                  | Feng Bin             | Chine     | 61.56  | 60.81  | x      | x      | 51.95  | x      | 61.56  |       |
| 9                  | Julia Harting        | Allemagne | 61.34  | x      | x      |        |        |        | 61.34  |       |
| 10                 | Chen Yang            | Chine     | 58.19  | x      | 61.28  |        |        |        | 61.28  |       |
| 11                 | Andressa de Morais   | Brésil    | 60.00  | x      | x      |        |        |        | 60.00  |       |
| 12                 | Zinaida Sendriūtė    | Lituanie  | x      | x      | x      |        |        |        | NM     |       |

### Qualification
62,50 m (Q) ou les 12 premières (q) se qualifient pour la finale.
| Rang | Groupe | Athlète                  | Nationalité | Essais | Essais | Essais | Marque | Notes |
| Rang | Groupe | Athlète                  | Nationalité | 1      | 2      | 3      | Marque | Notes |
| ---- | ------ | ------------------------ | ----------- | ------ | ------ | ------ | ------ | ----- |
| 1    | A      | Sandra Perković          | Croatie     | x      | 69.67  |        | 69.67  | Q     |
| 2    | B      | Yaime Pérez              | Cuba        | 65.58  |        |        | 65.58  | Q     |
| 3    | B      | Dani Stevens             | Australie   | 65.56  |        |        | 65.56  | Q     |
| 4    | B      | Mélina Robert-Michon     | France      | 63.97  |        |        | 63.97  | Q, SB |
| 5    | A      | Denia Caballero          | Cuba        | 58.77  | x      | 63.79  | 63.79  | Q     |
| 6    | B      | Nadine Müller            | Allemagne   | 60.31  | 62.47  | 63.35  | 63.35  | Q     |
| 7    | B      | Su Xinyue                | Chine       | 60.83  | 61.35  | 63.00  | 63.00  | Q     |
| 8    | A      | Andressa de Morais       | Brésil      | 60.61  | 62.80  |        | 62.80  | Q     |
| 9    | B      | Chen Yang                | Chine       | x      | 62.71  |        | 62.71  | Q     |
| 10   | A      | Feng Bin                 | Chine       | 62.48  | x      | 61.95  | 62.48  | q     |
| 11   | A      | Julia Harting            | Allemagne   | 61.34  | 61.70  | 59.41  | 61.70  | q     |
| 12   | B      | Zinaida Sendriūtė        | Lituanie    | 61.48  | x      | 57.57  | 61.48  | q, SB |
| 13   | B      | Whitney Ashley           | États-Unis  | x      | 60.94  | 59.22  | 60.94  |       |
| 14   | A      | Anna Rüh                 | Allemagne   | 60.78  | 60.66  | x      | 60.78  |       |
| 15   | B      | Shadae Lawrence          | Jamaïque    | x      | 59.25  | x      | 59.25  |       |
| 16   | B      | Fernanda Martins         | Brésil      | 58.51  | x      | x      | 58.51  |       |
| 17   | A      | Gia Lewis-Smallwood      | États-Unis  | x      | 58.15  | 58.13  | 58.15  |       |
| 18   | A      | Jade Lally               | Royaume-Uni | x      | x      | 57.71  | 57.71  |       |
| 19   | B      | Dragana Tomašević        | Serbie      | 56.14  | 57.78  | 57.28  | 57.78  |       |
| 20   | A      | Sabina Asenjo            | Espagne     | 57.00  | x      | x      | 57.00  |       |
| 21   | B      | Irina Rodrigues          | Portugal    | 54.94  | 55.87  | 56.98  | 56.98  |       |
| 22   | A      | Hrisoula Anagnostopoulou | Grèce       | 56.91  | 56.08  | 55.26  | 56.91  |       |
| 23   | A      | Kellion Knibb            | Jamaïque    | x      | x      | 56.73  | 56.73  |       |
| 24   | A      | Anita Márton             | Hongrie     | 55.96  | 54.91  | x      | 55.96  |       |
| 25   | A      | Natalia Semenova         | Ukraine     | x      | x      | 55.83  | 55.83  |       |
| 26   | B      | Subenrat Insaeng         | Thaïlande   | 53.74  | x      | 55.16  | 55.16  |       |
| 27   | A      | Taryn Gollshewsky        | Australie   | 54.29  | x      | 53.69  | 54.29  |       |
| 28   | B      | Valarie Allman           | États-Unis  | 53.85  | x      | x      | 53.85  |       |
| 29   | B      | Karen Gallardo           | Chili       | 52.36  | x      | 52.81  | 52.81  |       |
| —    | A      | Tara-Sue Barnett         | Jamaïque    | x      | x      | x      | NM     |       |

## Légende
Records et Performances
- AR : Record continental (area record)
- CR : Record des championnats (championship record)
- MR : Record du meeting (meet record)
- NR : Record national (national record)
- OR : Record olympique (olympic record)
- PR : Record paralympique (paralympic record)
- PB : Record personnel (personal best)
- SB : Meilleure performance personnelle de la saison (season's best)
- WL : Meilleure performance mondiale de l'année (world leader)
- WJR : Record du monde junior (world junior record)
- WR : Record du monde (world record)

Circonstances et Conditions
- DNF : N'a pas terminé (did not finish)
- DNS : N'a pas pris le départ (did not start)
- DQ : Disqualification (disqualification)
- NM : Aucun essai valable enregistré (No Mark)
- Q : Qualifié « directement » au prochain tour (ou à la prochaine compétition), lors d'une compétition majeure, grâce au classement ou à la réalisation des minima (automatic qualifier)
- q : Qualifié au prochain tour (ou à la prochaine compétition), lors d'une compétition majeure, grâce au repêchage ou à la réalisation de l'une des meilleures performances parmi celles des « non qualifiés directement » (grâce au meilleur temps ou à la meilleure distance par exemple) (secondary qualifier)